# Blurt!
Blurt! (Sin filtro en Hispanoamérica y Bocazas en España) es una película para televisión estadounidense producida por Nickelodeon que fue estrenada el 19 de febrero de 2018.

## Argumento
Jeremy Martin (Jace Norman) un joven estudiante estadounidense, luego de sufrir un accidente usando unos lentes de realidad virtual (se cayó al agua con ellos puestos) no puede dejar de verbalizar sus pensamientos, trayéndole una serie de consecuencias molestas. Para evitarlo, intenta quedarse sin voz, pero no lo consigue. Le cuenta a su hermana Victoria (JoJo Siwa) su problema, quien le sugiere ir donde el vendedor de las gafas, por si existiera una forma de revertir la situación. Cuando acude donde él, el vendedor le da sugerencias de las cosas que puede hacer con su nueva «habilidad», pero no le da una solución.Decide  postularse para presidente en su colegio, lo que significa competir con Richie Capris (James Rittinger), el más popular de su escuela. Se coloca una cinta adhesiva azul en la boca, para evitar hablar de más, lo que es considerado como una genial idea para demostrar su protesta contra algo, por lo que sus adherentes deciden repetir dicha acción. Richie reparte pedazos de pizza gratis durante los discursos de Jeremy, pero no consigue alejar a los adherentes de este. En un debate realizado por el colegio, donde Jeremy da las respuestas que le había escuchado a una tercera candidata Milly Turkel (Daniella Perkins), Jeremy confiesa la verdad y sus adherentes deciden sacarse la cinta azul de sus bocas, cosa que les distinguía. Luego de esto recibe felicitaciones de parte de su hermana y de Milly y se da cuenta de que ya puede pensar sin verbalizarlo.

## Elenco y personajes
- Jace Norman como Jeremy Martin.
- Daniella Perkins como Milly Turkel.
- JoJo Siwa como Victoria Martin.
- Jordan Buhat como Jock.
- Lillian Doucet-Roche como Corrine Spruce.
- Cynthia Méndez como la profesora de español.
- James Rittinger como Richie Capris.
- Aliza Vellani como la Sra. McCann
- Kathryn Kirkpatrick como la trabajadora de la cafetería.
- Garvin Cros como el jefe del mall.
- Taylor Dianne Robinson como la bailarina principal.
- Connor Christopher Levins como un estudiante de segundo año #1 (como Connor Levins).
- Malia McMullen como la asistente de coreógrafo.
- Jordyn Taylor como la chica esnob.
- Scott Patey como un vendedor.